# Centri storici di Berat e Argirocastro
Centri storici di Berat e Argirocastro è il nome dato dall'UNESCO ad un patrimonio dell'umanità situato in Albania. Tra il 2005 ed il 2008 il sito aveva il nome ufficiale di Città museo di Argirocastro, prima che ad Argirocastro venisse aggiunto il centro storico di Berat.

## Argirocastro (2005)

### Architettura
Molti edifici di Argirocastro hanno uno stile locale ben preciso che ha guadagnato alla città il soprannome di "città delle pietre" a causa del fatto che molte delle case più vecchie hanno i tetti ricoperti di pietra. A causa dell'importanza che la città rivestiva durante il regime comunista, al suo centro cittadino vennero risparmiati molti degli insensati piani di sviluppo che afflissero molte delle altre città albanesi, anche se la sua designazione come "città-museo" non significò il mantenimento degli edifici della città vecchia. In conseguenza di ciò molte delle sue costruzioni più storiche sono andate in rovina, un problema che sta lentamente trovando soluzione solo ora.
Resta un raro esempio di ben conservata città ottomana.
Un turista ad Argirocastro può visitare il Centro Storico con il Bazar e le case caratteristiche, il Castello e il Museo Nazionale delle Armi, il Museo Etnografico, la Chiesa di Labova e Kryqit (sec.X), i siti archeologici di Antigonea e Hadrianopoli (II sec.d.C).

### La cittadella
La Cittadella domina la città e le strategiche vie lungo il fiume che scorre nella vallata. È aperta ai visitatori e ospita un museo militare che espone pezzi di artiglieria catturate al nemico e memorabilia della resistenza comunista contro l'occupazione nazista; vi si può trovare anche un aereo della United States Air Force (un Lockheed T-33 catturato nel dicembre del 1957), simbolo della resistenza del regime comunista contro le potenze imperialiste. La Cittadella venne costruita nel XVIII secolo da Gjin Bue Shpata, un leader locale. Modifiche vennero apportate durante il XIX e il XX secolo da Ali Pashe Tepelene e dal governo di Re Zog. Oggi esso possiede 5 torri e ospita una torre dell'orologio, una chiesa, fontane, scuderie e altro. La parte settentrionale del castello venne trasformata in prigione dal governo di Zog e venne utilizzato per ospitare prigionieri politici durante il regime comunista.

### Le abitazioni e il centro cittadino
Ad Argirocastro si può inoltre trovare un antico bazar del XVII secolo, ricostruito nel XIX secolo dopo un devastante incendio. Oggi Argirocastro ospita più di 200 abitazioni preservate come "monumenti culturali" e la città è sede del festival folk nazionale albanese che si tiene ogni 4 anni (l'ultimo nel 2005).
Tipiche sono le case-torri note come kule, dal nome turco, esistenti già nel XIII secolo e rimaste in voga fino al XVII secolo.
Queste case sono a forma di torre sono costruite su un basamento ampio con due piani poggianti su di esso, il primo piano per la stagione fredda e il secondo piano per quella calda.

## Berat (2008)

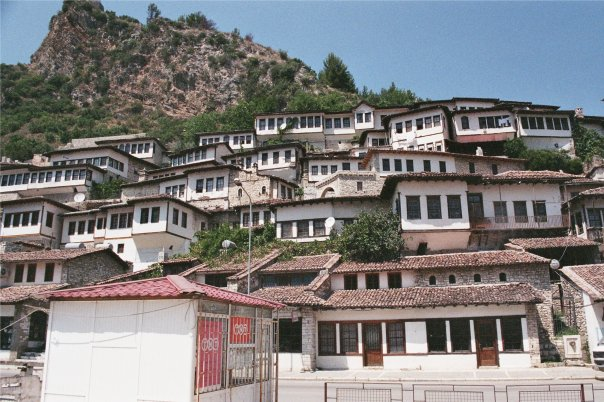
La cittadella di Berat.

Il centro storico di Berat è stato aggiunto al patrimonio come "raro esempio di città ottomana ben conservata". Secondo l'UNESCO, Berat dimostra la pacifica convivenza di varie religioni nei secoli passati.
All'interno della città si trova il castello di Kala, alcune delle sue parti risalgono addirittura al IV secolo. Numerose chiese bizantine duecentesche si trovano nella cittadella. Oltre a queste chiese si possono trovare moschee erette a partire dal 1417, con l'inizio dell'era ottomana. Alcuni edifici religiosi sono stati usati dai Sufi nel corso del XVIII secolo.

## Le motivazioni dell'UNESCO
Quando la città venne proposta per la prima volta per l'elenco dei Patrimoni dell'umanità, nel 1988, gli esperti dell'ICOMOS rimasero perplessi dal numero di moderne costruzioni che sminuivano il valore del centro cittadino. Il cuore della storica città di Argirocastro venne infine iscritto nella lista nel 2005, 15 anni dopo la sua nomination originale.
I criteri di scelta sono stati due:
- La città vecchia resta una testimonianza eccezionale di uno stile di vita ormai scomparso influenzato dalla tradizione dell'Islam ottomano (criterio iii).
- La città vecchia resta un raro esempio di città ottomana con costruzioni tipiche come i kule (criterio iv).

Nel 2008 è stato aggiunto il centro storico di Berat come "raro esempio di città ottomana ben conservata".